# Георги Гулев
Георги Гулев е български революционер, деец на Вътрешната македоно-одринска революционна организация.

## Биография
Георги Гулев е роден във воденското село Чеган, тогава в Османската империя. Присъединява се към ВМОРО и става един от активистите на Леринския революционен район. На 21 юли, след конференцията на леринските водачи на Камакчалан, участва в сражението при Фармаковите колиби, в което загива Геле Алушев.